# Lichenomorphus ocraceithorax
Lichenomorphus ocraceithorax is een rechtvleugelig insect uit de familie sabelsprinkhanen (Tettigoniidae). De wetenschappelijke naam van deze soort is voor het eerst geldig gepubliceerd in 1951 door Piza.